# Organisationstheorie nach Katz & Kahn
Die organisationspsychologische Theorie (The Social Psychology of Organizations) wurde von den US-amerikanischen Psychologen Daniel Katz und Robert L. Kahn 1966 veröffentlicht. Nach dieser Theorie werden Organisationen als offene Systeme wahrgenommen, die ständig in einem Austausch mit ihrer Umwelt stehen. Im Fokus der Theorie steht die Person in einer Organisation sowie ihre Gemütszustände.  Die Autoren vertreten die Meinung, dass Menschen einen großen Teil ihrer Zeit in Organisationen verbringen und diese entsprechend in den sozialen Strukturen berücksichtigt werden sollten. Nach der Theorie besteht das Leben eines Individuums aus einer Reihe von unterschiedlichen sozialen Rollen, die in verschiedene Gruppen und Organisationen übernommen werden, bekannt auch als Rollentheorie. Katz & Kahn vertreten die Auffassung, dass Menschen einen großen Teil ihrer Zeit am Arbeitsplatz verbringen und dies deswegen nach einer genaueren Betrachtung verlangt. Nach Katz & Kahn kann eine Organisation erst dann erfolgreich sein, wenn die Bedürfnisse der Mitarbeiter befriedigt werden.

## Geschichte
Die Wissenschaftler Katz und Kahn gehören der sogenannten Michigan-Schule an. Diese Bezeichnung steht für Forscher des Institute of Social Research an der Michigan University. Der Ursprung des Instituts geht auf das, von Kurt Lewin 1945 gegründete, Research Center for Group Dynamics am MIT zurück.
Katz und Kahn publizierten 1966 ihre Theorie unter dem Namen „The Social Psychology of Organizations“ und stellten die erste umfassende Theorie der Organisation als offenes System vor. Allerdings, machten die Autoren von Anfang an deutlich „[…] dass die Systemtheorie ein sprachliches Konzept darstellt, das es ermöglicht, die Zyklen des Austauschs zwischen Organisationen und ihrer Umgebung sowie die dazwischenliegenden Transformationsprozesse zu beschreiben und zu verstehen“ (S. 38).

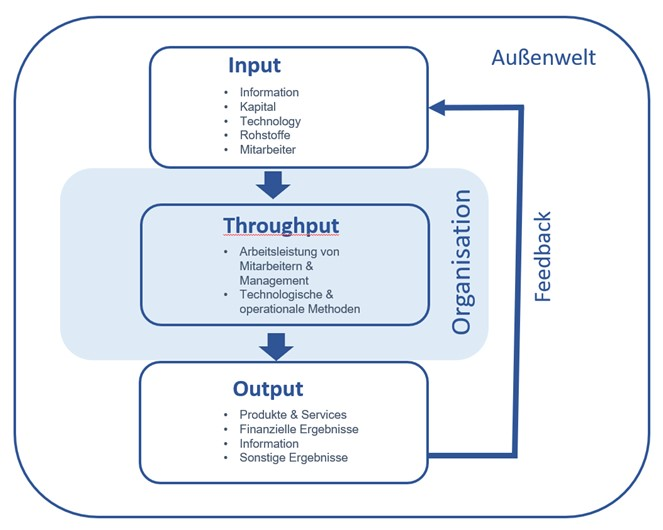
Organisation als offenes System in Anlehnung an Nerdinger 2011

Dabei berufen sich die Autoren auf systemtheoretischer Seite auf Forschungen von Max Weber, Talcott Parsons, Robert K. Merton, James G. March und Herbert A. Simon und auf psychologischer Seite auf Floyd Allport, Kurt Lewin, Rensis Likert und Eric Lansdown Trist.

## Definition
Die Organisationstheorie nach Katz und Kahn ist in die Organismus-Metapher eingebettet, nach der die Organisation als komplexes soziales System angesehen wird, das sich im offenen Austausch mit der Umwelt befindet. Sie erforschten Organisationen auch aus der Systemperspektive, nach der Organisationen aus Teilsystemen bestehen, die für das Funktionieren des Ganzen notwendig sind. Bei fehlender Interaktion mit der Umwelt würde die Organisation einer Selbstzerstörung (Entropie) unterliegen. Daniel Katz und Robert Kahn argumentieren, dass die Organisation den Input-Throughput-Output-Prozess anwenden muss, um die normale Entropie umzukehren.
Die Strukturen und Prozesse einer Organisation werden als Abfolgen von Ereignissen angesehen, die sich wiederholen und durch die Rollen der einzelnen Mitglieder einer Gruppe oder Organisation bestimmt sind. Aus der Organisationsperspektive kann das gesamte System als ein Zusammenspiel von Rollen und Rollenhandlungen beschrieben werden. Die Individuen haben dennoch gewisse Spielräume zur Gestaltung der Rollen zur Verfügung. Der Einzelne übernimmt in der Organisation, nach Meinung von Katz und Kahn, eine Rolle und die Kombination dieser Rollen macht die Organisation aus.

## Organisation der Beziehungen
Die Rollentheorie basiert auf der dramaturgischen Metapher, nach der die Menschen mit Schauspielern verglichen werden, die in sozialen Situationen bestimmte Rollen übernehmen.
Katz & Kahn definieren in ihrer Rollentheorie menschliche Organisationen als Rollensysteme, wobei die Ausführung einer Rolle von der persönlichen Motivation eines Individuums abhängig ist. Das daraus resultierende Rollenverhalten kann als Lernprozess verstanden werden.
Die Rollentheorie wird durch folgende Elemente beschrieben:
- die Rollenzuweisung und Rollensendung
- das Verhalten der Mitglieder wird durch gegenseitige Rollenzuweisung bestimmt
- Rollen sind immer komplementär (Arzt und Patient, Vorgesetzter und Mitarbeiter etc.)[3]
- Rollen existieren nicht allein, sondern immer in Bezug zu anderen Rollen[8]

Mit der Aufnahme in die Organisation werden die an die eigene Person gestellten Rollenerwartungen nach und nach übernommen. Dabei können Rollenkonflikte, Rollenüberlastungen und Rollenunklarheiten entstehen, die sich negativ auf Kreativität, Zufriedenheit und Produktivität auswirken.

### Rollen
Rollen können als Aktivitäten oder Verhaltensmuster verstanden werden, die eine normative Erwartung an die Inhaber der jeweiligen sozialen Position bilden. Der Rollenbegriff ist eng gekoppelt mit den Begriffen  "Status" und "Position".
Jede Rolle ist unterschiedlichen Personen zugeordnet und definiert ein Rollenset. Die Mitglieder eines Rollensets können unterschiedliche Erwartungen über angemessenes Verhalten an den Rolleneigentümer haben und auf ihn Rollendruck ausüben. In einem Dienstleistungsunternehmen würden zu einem Rollenset z. B. Vorgesetzter, Kollegen und Kunden gehören. Die Personen innerhalb des Rollensets entwickeln Erwartungen, wie sich eine Person verhalten sollte. In der Kommunikation innerhalb des Rollensets werden Rollensender und Rollenempfänger identifiziert. Diese Kommunikation an die Bezugsperson wird als "gesendete Rolle" bezeichnet  und die Person die kommuniziert wird als Rollensender bezeichnet. Die "wahrgenommene Rolle" beschreibt wie die Bezugsperson, also der Rollenempfänger, die Kommunikation wahrnimmt und versteht.
Eine Rolle beinhaltet normative Verhaltenserwartungen, die an den Eigentümer oder die Eigentümerin einer sozialen Position gerichtet ist. Von mehreren Rollensendern werden Erwartungen innerhalb eines Systems (z. B. Unternehmens) an eine Position gerichtet. Dabei kann eine Person Mitglied in mehreren Systemen (z. B. Unternehmen, Familie, Universität) und damit gleichzeitig Träger mehrerer Rollen sein.
Sehr häufig kommt es auch zu einer Rollenüberladung (z. B. Beruf und Familie), die wiederum zu erhöhtem Stress und daraus resultierendem Burnout führen kann.
1. Rollenerwartungen: Der Sender hat eine Rollenerwartung. Diese Erwartungen hat der Rollensender über das Verhalten des Rollenempfängers.
2. Gesendete Rolle:  Der Sender kommuniziert seine Erwartungen und hat die Beeinflussung des Rollenempfängers zum Ziel.
3. Empfangene Rolle: Hier steht die Wahrnehmung der gesendeten Rolle im Fokus.
4. Rollenverhalten: Das Rollenverhalten basiert auf der Interpretation und auf der Wahrnehmung der gesendeten Rolle. Der Rollenempfänger kann der gesendeten Rolle entsprechen. Weiter ist eine entsprechende Verhaltensanpassung des Rollenempfängers möglich, z. B. die Modifikation der eigenen Rollenvorstellungen.

### Rollenkonflikte
Die Existenz mancher Rollen, die allgemein anerkannt sind (z. B. Mutter, Lehrerin) wird automatisch akzeptiert. In komplexen Organisationen kann hingegen bereits die Identifikation von Rollen schwierig werden. Wenn der Rollendruck entgegengesetzt ist und die Erfüllung der Erwartungen somit nicht möglich ist, entsteht ein Rollenkonflikt. Rollenkonflikte werden deutlich, wenn die Erwartungen, die an eine Person herangetragen werden, durch negative Sanktionen nicht erfüllt werden. Die Sanktionen können unterschiedliche Ausmaße haben und hängen von der Machtposition des Gegenübers ab.
Das Modell des „Rollenstress“ beschreibt die Rollenkonflikte, die sich aus inkonsistenten Informationen und gegensätzlichen Rollenanforderungen ergeben. Nach dem Konzept des Rollenstresses kommt es zu Stress, wenn einer der vier Rollenkonflikte Inter-Sender-Konflikt, Intra-Sender-Konflikt, Inter-Rollen-Konflikt oder Person-Rollen-Konflikt vorliegt. Folgende vier Arten von Konflikten können differenziert werden:
1. Inter-Sender-Konflikt  ist auch unter dem Begriff „Two-Bosses-Dilemma“[8] bekannt. Der Rollenempfänger erhält unterschiedliche Signale von Bezugspersonen, bzw. an dieser Stelle treffen unvereinbare Erwartungen von mindestens zwei verschiedenen Bezugspersonen zusammen (z. B. Kunde und Vorgesetzter).[12] Beispiel: Der Vorgesetzte (Rollensender 1) von Herrn H. (Rollenträger) wünscht, dass das unrentable Organisationsentwicklungsprojekt, schnell abgeschlossen wird. Der betreffende Kunde (Rollensender 2) wünscht sich aber eine intensive Beratung durch Herrn H., die extrem zeitintensiv ist.[17]
2. Intra-Sender-Konflikt:  Dieser Konflikt entsteht, wenn eine bestimmte Bezugsperson (Rollensender) inkompatible und widersprüchliche Signale übermittelt bzw. widersprüchliche Anforderungen an den Positionsinhaber stellt.[12] Aus organisationstheoretischer Sicht wird dieser Konflikt auch als Ambidextrie[18] (lat. "ambo" = beide und "dexter" = rechte Hand) bezeichnet. Beispiel: Der Vorgesetzte von Herrn H. bittet ihn, bei einer Kundenveranstaltung eine Präsentation über die neuen Produkte zu halten. Da die Veranstaltung bereits in einer Woche stattfindet und alle wichtigen Kunden anwesend sein werden, gibt er ihm den Hinweis, dass diese Aufgabe oberste Priorität hat und alle andere Aufgaben sofort zurückgestellt werden sollten. Am nächsten Tag erfährt Herr H. von seinem Vorgesetzten, dass er ihn ab sofort bei einem wichtigen zweitägigen Kundenprojekt vertreten soll.[17]
3. Inter-Rollen-Konflikt: Eine Person kann grundsätzlich verschiedene Rollen in der Gesellschaft (Vorgesetzter, Ehemann, Vereinsmitglied etc.) einnehmen. Die Erwartungen, die mit den unterschiedlichen Rollen entstehen sind widersprüchlich und lassen sich nur schwer miteinander vereinbaren. Beispiel: Herr H. arbeitet zurzeit sehr lange, da er wichtige Projekte abschließen muss. Die Ehefrau von Herrn H. fängt nach der Elternzeit wieder mit dem Arbeiten an und bittet ihn, sie im Haushalt und mit der Kinderbetreuung zu unterstützen.[17]
4. Person-Rollen-Konflikt: Dieser Konflikt entsteht, wenn die Erwartungen, die an einen Mitarbeiter gesendet werden mit seiner Persönlichkeit, seinen Werten und seinem Selbstbild kollidieren.[3]  Im Falle, dass zwischen Person und Rolle kein Konflikt vorliegt, geht man von einer hohen Kongruenz der Rollen aus.[8] Beispiel: Für Herrn H. ist die Diskretion und Umgang mit vertraulichen, persönlichen Informationen in den Kundengesprächen extrem wichtig. Nach einer neuen Firmenrichtlinie, muss er jedoch nach jedem Kundengespräch ein detailliertes Gesprächsprotokoll inklusive aller vertraulichen Inhalte an die Geschäftsleitung weitergeben.[17]

Erlebte Rollenkonflikte wirken sich direkt auf  die Rollenambiguität aus. Die Rollenambiguität ist durch Widersprüchlichkeit, Komplexität, Unlösbarkeit und Unsicherheit charakterisiert und sollte unbedingt verhindert werden.

## Rezeption
Obwohl die Organisationstheorien von Katz und Kahn auf das Jahre 1966 zurückdatiert, ist sie nach Auffassung der Wissenschaftler aktuell und wird in verschiedenen Forschungsbereichen der Arbeits- und Organisationspsychologie eingesetzt.
In der aktuellen Forschung, die sich mit der individuellen Arbeitsgestaltung (engl. Job Crafting) im sozialen Kontext beschäftigt, nimmt die Rollentheorie von Katz und Kahn einen wichtigen Platz ein. Die Rollentheorie beruht auf der gleichen Prämisse wie Job Crafting, dass sich die vorgeschriebene berufliche Tätigkeiten von den tatsächlich ausgeführten Tätigkeiten unterscheiden. Dennoch, behaupten manche Wissenschaftler, dass die Rollentheorie das gleiche Problem wie Job Crafting beschreibt, aber eine gegenteilige Erklärung bietet: Menschen passen ihre Aufgaben nicht an ihre persönlichen Präferenzen an, sondern an die Präferenzen anderer in der Organisation. In Anlehnung an die Rollentheorie argumentiert Bizzi, dass Andere bei der Arbeit als Rollensender agieren und ihre Erwartungen über Aufgaben kommunizieren, die auf ihren eigenen Jobmerkmalen basieren.
Auch im Bereich der Arbeitsentgrenzung, das praktizierte Arbeitsverhalten außerhalb regulärer Arbeitszeiten (z. B. Rufbereitschaft, erweiterte Erreichbarkeit), findet die Rollentheorie ihrer Anwendung. Die intensive Nutzung der IKT (Informations- und Kommunikationstechnologie) hat zu Auflösung der Grenzen zwischen Arbeits- und Privatleben geführt, welches sich auch in den wahrgenommenen Rollen und damit verbundenen Erwartungen an die Rollenträger widerspiegeln. In diesem Zusammenhang bietet die Rollentheorie eine Erklärungsgrundlage für das Verständnis von Rolleninhaber, welche rollenkonform agieren und die damit verbundene Entstehung von Rollenkonflikten (inter- und intrapersonalen) und Rollenambiguität.
In einem historischen Übersichtsartikel von Nick Levine wird der Beitrag der Organisationstheorie von Katz und Kahn, die beide Mitarbeiter von Grier Miller waren, für den Bereich der Kommunikation und der Informationsüberflutung diskutiert. Ursprünglich geht der Begriff der Informationsüberflutung auf Grier Miller zurück, der in seinen experimentellen Arbeiten zu diesem Thema, mit Gruppen und Einzelpersonen, Anfang der 1960er Jahre durchführte. Nick Levine berichtete, dass Katz und Kahn die Rolle von Organisationssubsystemen bei der Verursachung oder Verhinderung der Informationsüberflutung untersuchten. Dabei wurde betrachtet wie das Streben einer Organisation nach Effizienzsteigerung sie gleichzeitig anfälliger für Informationsüberflutung und Informationsdefizite macht.
In einer Arbeit aus dem Jahr 2004 merken die Autoren kritisch an, dass die meisten traditionellen Theorien immer noch auf eine dyadische Beziehung zwischen Mitarbeiter und Vorgesetzten fokussieren, obwohl Führung auf allen Ebenen der Organisation stattfindet. Dabei wird Führung als ein mikro-organisationales Phänomen betrachten. Mit ihrer Theorie, die vor fast sechzig Jahren vorgestellt wurde, stellten Katz und Kahn eine neue systembasierte Organisationsbetrachtung vor, die auch heute noch aktuell ist. In einem Artikel über Managerversagen, welches als Folge einer ungünstigen Konstellation von situativen Bedingungen und Personenfaktoren gesehen werden kann, erwähnen die Autoren die Organisationstheorie im Kontext der Rollenambiguität. Die Rollenambiguität entsteht maßgeblich durch eine Intransparenz über Ziele, Werte und Erwartungen. In Versagensprozessen wird die Komplexität der Situation dadurch erhöht, dass keine Informationen über das gewünschte Verhalten vorliegen. Dabei kann ein Zielkonflikt auch zu unklaren Prioritäten und Entscheidungsunfähigkeit führen. Ein Beispiel für einen solchen Konflikt könnte sein, dass die Mitarbeiter entlastet werden sollten und gleichzeitig sollen Kosten im Unternehmen gespart werden.

## Kritik
Die Theorie von Katz und Kahn beschäftigt sich mit „formalen“, „komplexen“ und „bürokratischen“ Organisationen. Basierend auf der Theorie entsteht ein Modell zum „Verstehen“, „Beschreiben“ und „Erklären“ von Organisationen. Das Modell scheitert allerdings, aufgrund der fehlenden internen Konsistenz. Dieser Mangel ist das Ergebnis zweier Bemühungen: erstens der Versuch, jeder Analyseebene der Organisationsforschung gerecht zu werden und sie gleichzeitig zu integrieren; zweitens der damit verbundene Versuch, alle empirischen Möglichkeiten zu berücksichtigen. Das Problem beginnt bei den Annahmen, die verwendet werden, um die Analyseebenen zu integrieren. Die Annahmen schränken die Verwendung einer sinnvollen Erklärung und Beschreibung ein.